# Fulvio Nesti
Pour les articles homonymes, voir Nesti.
Fulvio Nesti (né le 8 juin 1925 à Lastra a Signa, en Toscane et mort le 30 novembre 1995) était un footballeur international italien des années 1950, évoluant à un poste d'attaquant.

## Biographie
En tant que milieu de terrain, Fulvio Nesti fut international italien à 5 reprises (1953-1954) et marqua un but pour la Squadra Azzurra. 
Il participa à la Coupe du monde de football 1954, en Suisse. Il joua tous les matchs titulaires (2 fois contre la Suisse et une fois contre la Belgique), inscrivant un but à la 67e minute contre la Suisse, dans le match d'appui se soldant par une défaite (1-4).
Il joua que des clubs italiens : à l'AC Fiorentina, au SS Scafetese Calcio, à SPAL Ferrara, à l'Inter Milan et au Prato AC 1908, remportant deux fois la Série A en 1953 et en 1954, une Série B en 1951 et une Série C en 1960.

## Clubs successifs
- 1945-1946 : AC Fiorentina
- 1946-1948 : SS Scafetese Calcio
- 1948-1952 : SPAL Ferrara
- 1952-1957 : Inter Milan
- 1957-1960 : Prato AC 1908

## Palmarès
- Série A
  - Champion en 1953 et en 1954
  - Troisième en 1956
- Série B
  - Champion en 1951
- Série C
  - Champion en 1960